# Deltocephalus flebilis
Deltocephalus flebilis är en insektsart som beskrevs av Franz Xaver Fieber 1869. Deltocephalus flebilis ingår i släktet Deltocephalus och familjen dvärgstritar. Inga underarter finns listade i Catalogue of Life.